# 龍光院 (京都市左京区)
龍光院（りょうこういん）は、京都府京都市左京区黒谷町にある、浄土宗大本山金戒光明寺の塔頭である。

## 歴史
龍光院はかつて僧侶であった滝川雄利により建立された。雄利の息女はたいへん器量が良く、北政所にも気に入られていた。北政所は秀吉が朝鮮に遠征した際、捕虜として連れてこられた李氏朝鮮の男性を、雄利の息女の召使いにと遣わしたが、息女は17歳で死去した。雄利は息女の死を悼み、金戒光明寺に塔頭を建立した。そして息女の戒名の「龍光院」から名を取り、塔頭の名を龍光院とし、菩提を弔うことにした。息女の召使いは、息女が亡くなったのち出家し、宗厳と名のった。彼は長い修行の後、再び黒谷の地に戻ってきて、龍光院墓地の息女の墓の前で、念仏をひたすら唱えていた。宗厳はのち西雲院を建立し、念仏三昧の生活を送ることになった。その後、明治時代になり、廃仏毀釈などの影響もあり、一時住職がいないという時代もあった。現在の伽藍は隣地にあった別の塔頭を合わせたものである。本堂は建立当時のものと言われている。なお当寺院は金戒光明寺内の塔頭で、唯一寺院内の墓地を持つ。秋は紅葉が美しい。

## 墓所
龍光院殿墓所
羽柴下総守息女、慶長10年（1605年）3月1日歿
田中吉政墓所
柳川藩32万石の藩主であった田中吉政が、慶長14年（1609年）に伏見の旅亭で客死した際、領地が九州と遠隔地のため、龍光院で葬儀をおこない、龍光院西墓地にある顕彰墓地に葬られた。平成20年（2008年）3月、田中吉政没後399年の法要が龍光院本堂で営まれた。なお、西翁院（金戒光明寺の塔頭）が田中吉政の墓所の管理をしているという記述が一部資料にみられるが、これは誤りである。